# Ізюмська єпархія УПЦ (МП)
Ізюмська єпархія — єпархія УПЦ МП. Включає територію Балаклійського, Барвінківського, Близнюківського, Борівського, Великобурлуцького, Вовчанського, Дворічанського, Зміївського, Ізюмського, Куп'янського, Печенізького, Чугуївського та Шевченківського районів Харківської області.

Карта єпархії на 20.07.2012

## Історія
Ізюмська кафедра була заснована рішенням Священного Синоду УПЦ 17 квітня 2000 року як вікаріатство Харківської єпархії.
Рішенням Священного Синоду УПЦ від 8 травня 2012 року створена самостійна єпархія шляхом виділення зі складу Харківської єпархії 13-ти районів. У складі Харківської ж єпархії залишилися сам Харків і 14 районів області.
Рішенням Священного Синоду УПЦ від 20 липня 2012 року до Харківської єпархії віднесені Дергачівський і Золочівський райони Харківської області, що входили з 8 травня по 20 липня в склад Ізюмській єпархії; одночасно до Ізюмської єпархії віднесені Барвінківський і Близнюківський райони Харківської області, що входили раніше до складу Харківської єпархії.

## Єпископи

### Ізюмське вікаріатство Харківської єпархії
- Онуфрій (Легкий) (22 квітня 2000 — 8 травня 2012)

### Ізюмська єпархія
- Єлисей (Іванов) 8 травня 2012 — 23 листопада 2022)
- Онуфрій (Легкий), митрополит Харківський і Богодухівський, в.о. (28 вересня 2022 — 23 листопада 2022)
- Іоанн (Терновецький) (з 27 листопада 2022)

## Святині
- Піщанська ікона Божої Матері — знайдена в 1754 році святителем Йоасафом єпископом Бєлгородським, від неї відбулося багато чудес і вона вважається покровителькою Росії
- Чудотворний образ Спаса Нерукотворного, обновився у 1997 році в Борисоглібськом монастирі.
- Джерело Матері Божої — Кіріченкова криниця[4]. Цілюще джерело знаходиться неподалік від Вознесенського собору.

## Парафії єпархії

### Єпархіальне управління
- м. Ізюм, вул. Соборна, 7
- координати:

### Благочиння єпархії
| №  | Назва                    | Адреса | Кількість приходів           | Благочинний                            |  | Примітка                   |
| -- | ------------------------ | ------ | ---------------------------- | -------------------------------------- |  | -------------------------- |
| 1  | Балаклійське благочиння  |        | 15                           | протоієрей Дмитро Васильович Ларцев    |  |                            |
| 2  | Барвенківське благочиння |        | 5                            | протоієрей Микола Ананійович Сакидон   |  |                            |
| 3  | Близнюківське благочиння |        | 5                            | протоієрей Олексій Павлович Сокаль     |  |                            |
| 4  | Боровське благочиння     |        | 3                            | протоієрей Іоанн Михайлович Милевич    |  |                            |
| 5  | Вовчанське благочиння    |        | 10                           | протоієрей Іоанн Ярославович Остапович |  |                            |
| 6  | Двурічанське благочиння  |        | 6, та п'ять каплиць          | протоієрей Олександр Свиридов          |  | dvorichnakhram.org.ua      |
| 7  | Зміївське благочиння     |        | 18, та один жіночій монастир | протоієрей Олександр Белозор           |  |                            |
| 8  | Ізюмське благочиння      |        | 11                           | протоієрей Богдан Ярославович Думиндяк |  | izym-blagochinie.church.ua |
| 9  | Куп'янське благочиння    |        | 7                            | протоієрей Анатолій Шпраха             |  |                            |
| 10 | Печеніжське благочиння   |        | 6                            | протоієрей Іоанн Сорока                |  |                            |
| 11 | Шевченківське благочиння |        | 4                            | протоієрей Олександр Воробйов          |  |                            |
| 12 | Чугуївське благочиння    |        | 16                           | протоієрей Іоанн Михайлович Білич      |  |                            |

### Обители
- Свято-Борисоглібський жіночий монастир с. Водяне Зміївського району. Заснований в 1997 році. У 2012 році відійшов до новоутвореної Ізюмської єпархії.
- Піщанської ікони Божої Матері чоловічий монастир, м. Ізюм. Засновано 5 жовтня 2014 року[5].

### Колишні
- Гороховатська Богородична пустинь (поблизу села Гороховатка, Борівський район)

## Періодичні видання
- Газета «Ізюмський Благовіст» (рос. Изюмский Благовест). Виходить щомісячно російською мовою. Заснована в 2012 році[6].